# Macronade

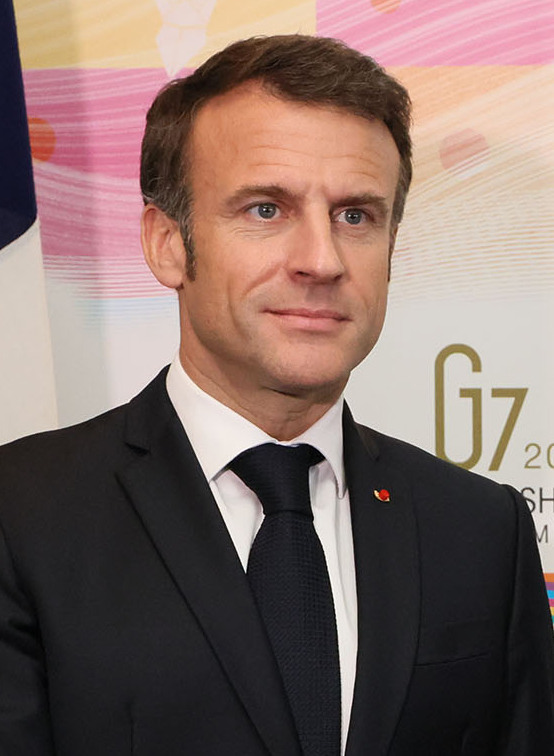
Emmanuel Macron en 2023.

Cet article possède un paronyme, voir Macaronade.
« Macronade » est un néologisme politique utilisé pour qualifier ou critiquer certaines expressions du président de la République française Emmanuel Macron. En particulier, ce néologisme désigne certaines déclarations ou petites phrases prononcées lors d’interventions publiques donnant lieu à des polémiques diverses.

## Origine de l'expression
Selon Michel Le Séac'h, les macronades sont une allusion aux « raffarinades », petites phrases de Jean-Pierre Raffarin lorsqu'il a été Premier ministre de Jacques Chirac entre 2002 et 2005, et qui sont formées sur les tartarinades (vantardises de Tartarin de Tarascon).
Le terme de « macronade » est utilisé dès juillet 2015 et aurait été inventé par Julien Dray,. Il devient plus répandu à partir de l'élection d'Emmanuel Macron comme président de la République. Sa démission du ministère de l'Économie et des Finances en 2016 avait déjà donné lieu à une rétrospective des « macronade[s] » par le HuffPost. Le terme de « macronerie » est utilisé dans les rangs socialistes, « le suffixe renvoyant cette fois directement à ânerie ». Le terme « macronisation », également assez polémique, est aussi lié au nom de cet homme politique.

## Analyse
La perception des macronades évolue avec le temps. Durant la campagne présidentielle d'Emmanuel Macron de 2017, ces phrases sont vues positivement comme une marque de sincérité et de franc-parler. Une étude de l'institut Odoxa indique que 62 % des Français considèrent qu'Emmanuel Macron avait raison de s'exprimer ainsi lors de la campagne. Les macronades rythment l'élection présidentielle de 2017 et sont citées dans différents livres au sujet de la campagne. 
Le directeur de l'IFOP Frédéric Dabi écrit en 2018 que « les Français ont perçu dans ces propos [les macronades] une approche paternaliste et de la dureté ».

## Exemples de «macronades»
Cette liste, non exhaustive, présente certaines citations d'Emmanuel Macron (avant ou durant son mandat présidentiel) ayant entrainé une polémique au niveau médiatique :
- « La vie d'un entrepreneur est bien plus dure que celle d'un salarié »[9], 20 janvier 2016 ;
- « Vous n'allez pas me faire peur avec votre T-shirt. La meilleure façon de se payer un costard c'est de travailler »[10],[9], 27 mai 2016 ;
- « En même temps », campagne présidentielle de 2016-2017 ;
- « Le kwassa-kwassa pêche peu, il amène du Comorien »[11], 3 juin 2017 ;
- « Les gens qui réussissent et les gens qui ne sont rien »[9], 2 juillet 2017 ;
- « Un pognon de dingue »[12], 12 juin 2018 ;
- « Qu’ils viennent me chercher ! »[13], 25 juillet 2018 ;
- « Le Gaulois réfractaire au changement »[14], 30 août 2018 ;
- « Je traverse la rue et je vous trouve un travail »[15], 15 septembre 2018 ;
- « Jojo avec un gilet jaune »[16], 1er février 2019 ;
- « Nous sommes en guerre »[17], 16 mars 2020 ;
- « Je ne dirais pas que c’est un échec, cela n’a pas marché »[18],[19], 14 octobre 2020 ;
- « Les non-vaccinés, j'ai très envie de les emmerder »[20], 4 janvier 2022 ;
- « Qui aurait pu prédire la crise climatique ? »[21], 30 décembre 2022 ;
- « Si c’était pas la France, vous seriez 10 000 fois plus dans la merde ! »[22],[23],[24], 21 décembre 2024 ;
- « Le problème des urgences dans ce pays, c’est que c’est rempli de Mamadou »[23],[25].

## Critiques
Emmanuel Macron est régulièrement accusé de mépris de classe pour ses petites phrases. Depuis son élection, il a dû s’expliquer plusieurs fois sur certaines de ses déclarations perçues comme dures ou arrogantes,.
Lors d'une interview en janvier 2019, Emmanuel Macron annonce qu’il fera désormais « très attention » à ses « petites phrases » qui ont, selon lui, nourri « un procès en humiliation ». Précisant que « cela suppose une conversion personnelle », il affirme que « dans le système où nous vivons, cette franchise n’est peut-être plus possible ». Enfin, il déclare que son « statut de président rend sans doute cette parole asymétrique », qu'au cours des vingt dernier mois : « J’ai beaucoup appris de ces vingt mois. Ça m’a scarifié ».
Dans une nouvelle interview en décembre 2021, Emmanuel Macron dit exprimer des regrets sur ses phrases « terriblement blessantes » : « Il y a des mots qui peuvent blesser et je pense que ce n’est jamais bon et même inacceptable. Le respect fait partie de la vie politique et donc j’ai appris ». Toutefois il estime nécessaire de « bousculer le système » et selon lui : « On ne fait rien bouger si on n’est pas pétris d’un respect infini pour chacun ».

## Postérité
Cécile de Kervasdoué et Benjamin Laurent écrivent en mai 2016 une chanson qu'ils diffusent sur France Musique, :

« Achetez vite ma macronade /
Elle guérit tous les malades /
Et empêche toutes les bastonnades /
Elle provoque des embrassades /
Rejoignez-nous chers camarades / 
Car nous sommes tous en croisade /
Pour éviter la débandade / 
Il y a ma macronaaade »

Frédéric Fromet a aussi écrit le 21 septembre 2018 une chanson sur le thème des macronades, Magic Jupiter, parodie de Magic in the air de Magic System.
Certaines « macronades » entrent dans la culture populaire. Le film Le Retour du héros (2018) en intègre une dans ses dialogues. Khaled Freak a remixé plusieurs macronades.

### Vidéo
- Institut national de l'audiovisuel, Les phrases polémiques d'Emmanuel Macron, 14 avril 2022.